# 角田晃広
角田 晃広（かくた あきひろ、1973年〈昭和48年〉12月13日 - ）は、日本の俳優・お笑いタレント。お笑いトリオ東京03のボケ担当。東京都文京区本駒込生まれ。プロダクション人力舎所属。身長172cm、体重62kg。東海大学付属高輪台高校、東海大学文学部卒業（文明学科アジア専攻西アジア課程）。

## 経歴
メンバー内では飯塚悟志と同学年。相方である豊本明長と飯塚はスクールJCAに入学しているが、角田は入学していない。また、飯塚と豊本は「アルファルファ」として1995年にデビューしているが、角田の「プラスドライバー」は1996年デビューであり、厳密にはトリオの中で1人だけ後輩である。
1996年4月にプロデューサーハウスあ・うん所属のお笑いトリオプラスドライバー結成。2002年5月10日に解散。
2003年9月30日にアルファルファに加入する形で、東京03を結成。
2009年9月30日、『ゴッドタン』マジ歌選手権等で歌ってきた「若者たちへ」で、MILESTONE CROWDSから大竹マネージャーと組みメジャーデビュー。
2013年10月10日、13歳年下の一般人女性と再婚したことを発表。夫婦間では、お互いのことを「ぽんちょ」と呼び合っている。
2016年、映画『オー・マイ・ゼット!』で初主演。
2023年12月6日、第1子の誕生を報告。

## 出演
トリオでの出演作は東京03を参照。

### テレビ
現在のレギュラー番組
- 東京03角田&ゆってぃのぶらり作曲の旅（2013年 - 、ミュージック・エア）
- ノンストップ!（2016年10月 - 、フジテレビ） - 水曜コーナーレギュラー

過去のレギュラー番組
- 怪傑熟女!心配ご無用（1998年、TBS） - 再現ドラマのホスト役。TBS初出演。
- MUSIC ENGINE「おぎやはぎ小木の37歳で楽器始めてみました!」（2008年10月2日 - 、ミュージック・エア）
- シルシルミシル（テレビ朝日） - ナレーション（アレっていらないんじゃないの?コーナーのみ）
- 爆笑 大日本アカン警察（フジテレビ） - 東京03角田晃広の日本一安い食べ歩き生活
- SMJTV〜全日本スキマミュージックTV〜（2011年10月 - 2012年10月、スペースシャワーTV）

その他の出演番組
- ジャガイモン（テレ朝チャンネル）
- ウルトラゾーン
  - 第2話「怪しいものじゃないです」（2011年） - 硫酸怪獣ホーの声
  - 第16話「怪獣マッサージ」（2012年） - 「角田マッサージ」整体師

- 夜遊び三姉妹（日本テレビ） - 管理人 役
- 水曜日のダウンタウン（TBS）

- NHKスペシャル「超・進化論」（2022年11月6日・13日・2023年1月8日、NHK総合）- 植物 役
  - 生きもの“超・進化論”ワールド 〜キッズ&ティーンズ特別編〜（2023年1月7日、NHK総合）

### テレビドラマ
- 13歳のハローワーク 第1話（2011年1月13日、テレビ朝日） - 秋葉修介 役
- 東京全力少女 第1話（2012年10月10日、日本テレビ） - 不動産の店員 役
- SKE48のマジカル・ラジオ3 第4話（2013年2月10日、日本テレビ） - 大物作曲家 役
- 世にも奇妙な物語 2013年 秋の特別編 「仮婚」（2013年10月12日、フジテレビ） - 中野和義 役
- 花咲舞が黙ってない 第2シリーズ 第4話（2015年7月29日、日本テレビ） - インタビュアー 役
- 掟上今日子の備忘録 第4話（2015年10月31日、日本テレビ） - 小柴風太 役
- コウノドリ 第7話（2015年11月27日、TBS） - 大森太助 役
- スペシャリスト 第4話（2016年2月4日、テレビ朝日） - 土倉勝利 役
- REPLAY & DESTROY（2015年4月27日 - 6月15日、MBS） - Mr.Lonely久保力（Lv.5） 役
- 神奈川県厚木市 ランドリー茅ヶ崎 第1話（2016年3月14日、MBS・TBS） 山田忠司　役[7]
- 流星放送局〜ふたご座流星群LIVE〜 「ミュージシャンの妹」（2016年12月13日、BSジャパン）[8]
- 笑う招き猫（2017年3月19日 - 4月9日、MBS） - 永吉悟 役
- アイドル×戦士ミラクルちゅーんず! 第10話（2017年6月4日、テレビ東京） - 今本清太郎 役
- もみ消して冬〜わが家の問題なかったことに〜 第3話・第4話、第6話、最終話（2018年1月27日・2月3日、2月17日、3月17日、日本テレビ） - 亀谷 役
  - もみ消して冬 2019夏〜夏でも暑くて死にそうです〜（2019年6月29日） - ポスター出演
- 孤独のグルメ Season7 第8話 （2018年5月26日、テレビ東京）- 丸山 役
- 連続テレビ小説 半分、青い。 第69話（2018年6月20日、NHK） - オヤジ 役[9]
- 忘却のサチコ 第四歩（2018年11月2日、テレビ東京） ‐ 石井和男 役[10]
- 大河ドラマ（NHK）
  - いだてん〜東京オリムピック噺〜 第1回・第6回、第41回 - 最終回（2019年1月6日・2月10日、11月3日 - 12月15日） - タクシー運転手・森西栄一 役
  - どうする家康 第2回・第3回・第8回・第9回（2023年1月15日・22日・2月26日・3月5日） - 松平昌久 役[11][12]
- これは経費で落ちません!（2019年7月26日 - 9月27日、NHK総合） - 吉村晃広 役[13]
- 半沢直樹 第1話 - 第4話（2020年7月19日 - 8月9日、TBS） - 三木重行 役[14]
- 大豆田とわ子と三人の元夫（2021年4月13日 - 6月15日、関西テレビ・フジテレビ） - 佐藤鹿太郎 役[15]
- DCU〜手錠を持ったダイバー〜 第4話（2022年2月6日、TBS） - 真鍋宗雄 役[16]
- 誰も知らない明石家さんま「明石家さんまVS萩本欽一～若き日のさんまが伝説の男に挑んだちょっぴり過激なお笑い戦争～」（2022年11月20日、日本テレビ） - 萩本欽一 役[17]
- ノッキンオン・ロックドドア（2023年7月29日 - 9月23日、テレビ朝日） - 神保飄吉 役[18]
- 天狗の台所（BS-TBS・BS-TBS 4K） - むぎ 役（声の出演）
  - Season1（2023年10月5日 - 12月7日）[19]
  - Season2（2024年10月22日 - ）[20]
- あれからどうした 第2話「久保家の隠しごと」（2023年12月27日、NHK総合） - 久保彰彦 役[21]
- 侵入者たちの晩餐（2024年1月3日、日本テレビ） - 毛利貴弘 役[22]
- イップス（2024年4月12日 - 6月21日、フジテレビ） - 萩原らくだ 役
- ホットスポット（2025年1月12日 - 3月16日、日本テレビ） - 高橋孝介 役[23]

### 映画
- ゴッドタン キス我慢選手権 THE MOVIE（2013年6月28日公開、東宝映像事業部） - 兵士 役
- 男子高校生の日常（2013年10月12日公開、ショウゲート） - 副会長 役
- ゴッドタン キス我慢選手権 THE MOVIE2 サイキック・ラブ（2014年10月17日公開、東宝映像事業部） - 警備員 役
- 内村さまぁ〜ず THE MOVIE エンジェル（2015年9月11日公開、東宝映像事業部）
- 田沼旅館の奇跡（2015年12月5日公開、KATSU-do） - 田沼茂樹 役
- オー・マイ・ゼット!（2016年11月5日公開、クロックワークス） - 主演・花田大輔 役 ※ 1週間限定公開[5]
- スプリング、ハズ、カム（2017年2月18日公開、エレファントハウス） - 酒巻 役
- ブルーハーツが聴こえる 「ハンマー（48億のブルース）」（2014年製作、2017年4月8日公開、ティ・ジョイ） - 久保力 役
- 笑う招き猫（2017年4月29日公開、DLE） - 永吉悟 役[24]
- ポエトリーエンジェル（2017年5月20日公開、アークエンタテインメント） - 林俊太郎 役[25][26]
- ポンチョに夜明けの風はらませて（2017年10月28日公開、ショウゲート） - DJジャミラ 役 （声の出演）[27]
- ステップ（2020年7月17日公開、エイベックス・ピクチャーズ） - 村松良彦 役[28]
- FUNNY BUNNY（2021年4月29日、FUNNY BUNNY製作委員会） - 秋尾秋好 役[29]
- 怪物（2023年6月2日、東宝 / ギャガ） - 正田文昭教頭 役[30]

### ラジオ
- OLERA（2014年 - 、TBSラジオ） - 水曜日パーソナリティ

### CM
- チョーヤ梅酒「さらりとした梅酒」（2012年）マイコと共演
- ダスキン「エアコンクリーニング弾き語り篇」
- NTTドコモ dビデオ powered by BeeTV「家編」
- ダイワハウス「xevoΣ」（2017年4月）[31] 竹野内豊、中村優子と共演
- ソースネクスト「ミーティング オウル プロ」（2020年9月）
- メルカリ（2020年9月）伊藤沙莉、タモリ、高橋メアリージュン、高橋ユウと共演
- サントリーホールディングス「サントリージャパニーズジン 翠 SUI」
  - 『居酒屋で飲むジンソーダ〜それはまだ、流行っていない〜』篇・『食べる食べる食べる〜ご当地居酒屋メシ当たる！〜』篇（2020年10月26日 - ） - 桜井ユキと共演[32][33]
  - 『ホアジャオな出会い〜それはもう、流行っちゃうかも〜』篇（2023年7月8日 - ）・『鍋には翠が ♪おいすぃぃ～なべなべスイスイの歌～』篇（2023年10月21日 - ） - 夏帆と共演[34]
  - 【成人の日CM】「大人じゃん・05 」【企業広告】(2024年1月6日)
  - 『平野紫耀はじめての翠ジンソーダ』篇（2024年2月10日 - ） - 平野紫耀と共演[35]
- オープンハウス（2021年1月 - 2022年）[36]  座敷童子 役　 石井亮次、戸田恵梨香、松田翔太と共演
- BASE「BASE偏見派とBASE利用者の抗争」篇（2021年5月）香取慎吾と共演　[37]
- クラシエフーズ「フレグメン」『ひいきする店長』篇（2021年6月29日 - ）※北海道地区コンビニエンスストア限定商品[38][39]
- LINE（2021年 - 2022年）2021年ではWebCMで出演。翌年は多部未華子と共演[40]
- 日本スポーツ振興センター MEGA BIG 「イメチェンしたい織田信長篇」（2022年） - 石田ゆり子と共演[41]
- フォーシーズ
  - 「カニのよくばりクォーター」（2023年11月3日 - ）[42]
  - 「とろけるビーフのよくばりクォーター」（2024年3月2日 - ）[43]
  - 「熟成パンチェッタのよくばりクォーター」（2024年7月6日 - ）[44]

### 舞台
- SAKASU ZAKASU 第三回公演「きのうみたゆめ」（2013年8月30日 - 9月8日）[45]
- 感謝の恩返しスペシャル企画 朗読劇「半沢直樹」（2020年9月12日） - 三木重行 役[46]

### 配信ドラマ
- 十角館の殺人（2024年3月22日 - 、Hulu） - 中村紅次郎 役[47]

## 音楽

### 「角田晃広（東京03）+大竹マネージャー」名義
- 若者たちへ（2009年9月30日、MILESTONE CROWDS） ※マキシシングル

### 「鉋（カンナ）」名義
サヨナラ東京
2010年10月11日に放送された「J-WAVE HOLIDAY SPECIAL Shareee presents LET'S GET TOGETHER!」（J-WAVE）内で制作された楽曲（スネオヘアーとの共作）。その後、角田は度々スネオヘアーのライブにゲストとして出演し、共にこの曲を歌い上げている。2020年現在、音源化はされていない。

### 「角田・ハマケンのSMJ全日本スキマ音楽」名義
※全て配信限定。販売元はSMJパートナーズ。
- SMJ全日本スキマ音楽season1（2011年12月28日）
- SMJ全日本スキマ音楽season2（2011年12月28日）
- SMJ全日本スキマ音楽season3（2011年12月28日）
- SMJ全日本スキマ音楽season4（2012年7月4日）
- SMJ全日本スキマ音楽season5（2012年7月4日）

### 「ゴッドタン」関連
※全て配信限定。販売元はテレビ東京。
- ゴッドタン 第11回芸人マジ歌選手権 EP（2014年4月7日）
  - 「しょんべんキスミー」（東京03 角田晃広）収録。
- ゴッドタン 第12回芸人マジ歌選手権 EP（2015年1月4日）
  - 「最後の説教」（東京03 角田晃広 / 大竹涼太）収録。
- ゴッドタン 第13回芸人マジ歌選手権 EP（2016年5月18日）
  - 「Yになりたい」（東京03 角田晃広 / 大竹涼太）収録。

### 「角田晃広」名義
※いずれも配信限定。
- 内村さまぁ〜ずな男達（2015年2月14日） ※販売元は内村さまぁ〜ず。
- バナナマンのドライブスリー 〜東京03バージョン〜（2019年6月12日） ※販売元はドライブスリーレコード。
  - 「バナナマンのドライブスリー」（テレビ朝日）エンディングテーマ。作詞・作曲を角田が担当（歌唱名義は「東京03」）している。

### 「メフィラス星人」名義
- ウルトラ怪獣散歩のテーマ（2016年12月28日） ※「ウルトラマン 主題歌・挿入歌 大全集」のDISC-11に収録。
  - 「ウルトラ怪獣散歩」（フジテレビONE）エンディングテーマ。作曲は角田が担当。角田は劇中でメフィラス星人の声を担当している。

### 「STUTS & 松たか子 with 3exes」名義
- STUTS & 松たか子 with 3exes『Presence』（2021年） - テレビドラマ『大豆田とわ子と三人の元夫』主題歌集。3exesの一員としてコーラスおよびラップで参加。

## 受賞
- 第123回ザテレビジョンドラマアカデミー賞 助演男優賞（『ホットスポット』）[50]
- 第51回放送文化基金賞 演技賞（『ホットスポット』）[51]